# طفل منقذ
الطفل المنقذ أو الشقيق المنقذ هو طفل ينجبه والداه من أجل توفير زرع الخلايا الجذعية لأخ مصاب بمرض قاتل، مثل السرطان أو فقر دم فانكوني، والذي يمكن علاجه بشكل أفضل عن طريق زرع الخلايا الجذعية المكونة للدم.
يحصل حمل الأخ المنقذ من خلال الإخصاب في المختبر. تفحص البويضات المخصبة من أجل التوافق الجيني (نوع مستضد الكريات البيضاء البشرية (HLA)) باستخدام التشخيص الجيني قبل الزرع (PGD)، وتزرع ملقحات متوافقة مع الطفل الحالي فقط. تُختبر أيضًا البويضة المخصبة للتأكد من خلوها من الأمراض الوراثية الأصلية. الإجراء مثار للجدل.
قد يكون الأخ المنقذ هو الحل لأي مرض يعالج بواسطة زرع الخلايا الجذعية المكونة للدم، فهو فعال ضد الأمراض التي يمكن اكتشافها وراثيًا (غالبًا أحادية الجين) في الأخ المريض، على سبيل المثال فقر دم فانكوني وفقر دم دياموند-بلاكفان وثلاسيميا بيتا، حيث يمكن اختيار الأخ المنقذ حتى لا يكون قد ورث المرض. يمكن أيضًا استخدام هذا الإجراء في الأطفال المصابين بسرطان الدم، وفي مثل هذه الحالات يكون تطابق مستضد الكريات البيضاء البشرية (HLA) هو المطلب الوحيد، وليس استبعاد أي اضطراب وراثي واضح آخر.

## تاريخ
تم استخدام هذه التقنية لأول مرة في عام 2001 من قبل فريق أمريكي. تسمى هذه التقنية "الأخ المنقذ" (الأخ أو الأخت المنقذ)، وقد تمت ترجمتها في البداية إلى الفرنسية باسم "طب الأطفال" ثم تم استبدالها بـ "الأمل المزدوج للطفل". يتم استخدام مصطلحات أخرى مثل "الطفل المنقذ" أو "الطفل الطبيب" أو "الطفل المتبرع".

## تقنيات
تسمح تقنية التشخيص قبل الزرع بالكشف عن وجود تشوهات وراثية في الأجنة المخصبة بعد التخصيب في المختبر. يعتبر التشخيص قبل الزرع بمثابة بديل للتشخيص قبل الولادة والذي يعني في حالة إصابة الطفل بالمرض الجيني الذي قد يؤدي إلى انقطاع طبي جسيم (IMG). يتطلب تصور طفل «روح مزدوجة» اختيارًا ثانيًا لكي يكون الجنين متوافقًا مع HLA مع أخ أو جرح، في مقدمة الحبل السري لمساعدة الطفل على الإصابة بمرض وراثي.
في AMP (المساعدة الطبية على الإنجاب) الكلاسيكية، تتكون من 17 جنينًا من أجل ولادة. في حالة دواء الطفل، فإن احتمال عدم قدرة الجنين على تحمل مرض العين هو 50٪[المرجع. ضروري]. وبالتالي، يجب إجراء عملية ثانية في رؤية التوافق اللوني (HLA). احتمال أن يكون الجنين متوافقًا مع البيئة هو 25%. هذا يتعلق بضرورة إنجاب 136 جنينًا (17x2x4) للزرع

## التشريعات
- في المملكة المتحدة، قضت هيئة الإخصاب البشري وعلم الأجنة (HFEA)[6] بأنه من القانوني استخدام تقنيات الإنجاب الحديثة لتكوين شقيق منقذ.[7]
- في فيكتوريا، أستراليا، تتم مراجعة استخدام التشخيص الوراثي قبل الزرع لتحديد مستضدات الكريات البيضاء البشرية (HLA) من قبل هيئة علاج العقم على أساس كل حالة على حدة.[8]
- في إسبانيا، وافق البرلمان على قانون المساعدة على الإنجاب في عام 2006، والذي يسمح بالتشخيص قبل الزرع للأغراض العلاجية.
- في فرنسا، يسمح قانون أخلاقيات علم الأحياء الصادر في 7 يوليو 2011 الآن بممارسة التشخيص الوراثي قبل الزرع المزدوج، متجاوزًا رأي مجلس الدولة وبالتالي إدامة الممارسة التي سمح بها مؤقتًا قانون أخلاقيات علم الأحياء الصادر في أغسطس 2004، بما في ذلك تطبيق المرسوم المنشور في الجريدة الرسمية. مجلة 23 ديسمبر 2006.[9]

## أسئلة الأخلاقيات الحيوية
إن تصور طفل في نفس الوقت ينقذ روحًا أخرى من الألعاب الأخلاقية، يعتبر الطفل مريضًا للغاية، على الأقل عندما يكون أخًا أو مصدرًا متوافقًا يسمح له بالولادة.
يعود هذا الجدل الأخلاقي إلى المصطلحات المستخدمة، حيث يصر المعارضون على مصطلح «طب الأطفال» من أجل روح «استغلال الجسم البشري». بالنسبة إلى هؤلاء المعارضين، تعتبر إدارة شؤون الإعلام بمثابة «نفعية يمكن دفعها إلى أقصى حد»، و«الإنجاب البشري يتأخر تمامًا عن الربح من مشروع إنشاء كائن بشري، دون أن تكون «المهمة» الأساسية عبارة عن دواء. مشروع بورتور للاغتراب الجذري للحرية الصغيرة ليس مفهومًا لأنه سبب لإمكاناتها العلاجية. لا يوجد خيار آخر يتمثل في إقرار قانون خزان الخلايا لابنه مصابًا بمرض ما، أو مشروعًا محددًا مسبقًا من قبل الآخرين، في إطار الشركة والهيئة الطبية ووالديه. ».
مؤسسة جيروم ليجون، كجمعيات دينية أخرى، مناهضة للإجهاض، لمكافحة البحث عن الأجنة، ولكنها لا تكافح المساعدة على الإنجاب، تتحدث عن «طفل مزدوج ثلاثي»، لأن هذا الطفل هو الخلاص من ذلك. ثلاثي مزدوج: الأول علاقة بالمرض، الثاني ه، علاقة متساوية بالتوافق14، بالإضافة إلى انتقاد اختيار عدد كبير من الأجنة "الأجنة" وما إلى ذلك "انقطاع الحياة" أطفال المستقبل، و هذه الأمثال المتعارضة ترفض مصطلح "روح الطفل المزدوجة"، لأنها تشير إلى نفس الممارسة المتمثلة في أن التعبير "طفل دواء" - كما تنطبق عليه الانتقادات المماثلة.
في عام 2002، كانت اللجنة الاستشارية الوطنية للأخلاقيات (CCNE) محجوزة بشدة، وتحدثت عن "خطر استخدام أدوات لتغذية الطفل" و"اختيار جنين وتجهيزه لطفل رضيع". يعتبر فقط بمثابة مانح محتمل، ولا يتخلى عن نفس الشيء، ولا يمكن التفكير فيه فيما يتعلق بالقيم »ما يدافع عنه دائمًا.، مقبول، ثانيا13. مجلس الدولة يستفسر: «الاستدعاءات في « double DPI » تبقى استثنائية (7 مطالب منذ نهاية عام 2009). تقدم الأمل لعائلة معينة مواجهة معاناة مرض بلا حل علاجي يبدو أنه لا يرضي تمامًا. لذلك، ليس من المؤكد أن الجرعات التي قد تسبب ضعف DPI على الطفل والتي تمنحه تبريرًا طبيًا كافيًا. »
يجدد القانون الفرنسي مفهوم «طفل الدواء» لكنه يأذن بـ «طفل الأمل المزدوج»16. في عام 2009، فإن السماح للطفل الذي يرغب في أن يمثل أملًا في القوة من أجل ابنه هو هدف مقبول إذا كان ثانيًا. حتى لو كان ذلك قبل القانون الحالي، يجب أن تكون هذه الإمكانية القصوى محفوظة فقط للأزواج حتى يتمكن الطفل من إصابة بمرض قد يؤدي إلى الموت
يُثار انتقاد حاد بشأن هذه الممارسة حيث يُعتقد أنها تجعل هؤلاء الأطفال وسيلة لتحقيق أهداف أخرى، وتقديرهم يعتمد بشكل رئيسي على دورهم كوسيلة لعلاج شقيقهم المريض، مما يمكن أن ينتهك مبادئ أخلاقية مثل الفعل الخيري وعدم إلحاق الأذى. من جهة أخرى، يُؤيد البعض أن موارد الأهل لا ينبغي أن تكون محكومة والسؤال الرئيسي هو كيفية تعاملهم مع الأشقاء المنقذين بعد ولادتهم. يُحاججون بأن مبدأ كانط الذي يمنع استخدام الأفراد كوسيلة فقط لتحقيق هدف ما لا ينطبق إذا تم معاملة الأشقاء المنقذين كأهداف في ذاتهم أيضًا. إن استعداد الآباء لبذل جهد جبار لإنجاب طفل آخر لعلاج شقيقهم المريض قد يشير إلى تفانيهم في رعاية جميع أطفالهم.

## التحديات والاعتبارات المتعلقة بالأشقاء المنقذين: الأضرار الجسدية والنفسية المحتملة
القلق المتعلق بالأشقاء المنقذين يدور حول الأضرار المحتملة جسديًا ونفسيًا. جسديًا، هناك مخاطر مترتبة على التكنولوجيا الطبية المشاركة في إنجاب الأشقاء المنقذين، مثل التلقيح في الأنبوب (IVF)، والتشخيص الجيني قبل الزرع (PGD)، وتبرع بالخلايا الجذعية الهيماتوبويتية (HSC). تبدو هذه المخاطر منخفضة نسبيًا، حيث أن تقنية IVF هي إجراء روتيني وتُلاحظ أضرارًا محدودة على المدى القصير مع PGD واختبار HLA. تعتمد المخاطر المرتبطة بزراعة HSC على مصدر الخلايا وطريقة الجمع، مع مخاطر منخفضة عمومًا.
ومع ذلك، هناك قلق بشأن إمكانية تكرار طلب من الأشقاء المنقذين للتبرع بالخلايا الجذعية، مما قد يضر بالطفل. يمكن وضع تدابير قانونية لتقييد عدد التبرعات بالخلايا الجذعية من قبل الأطفال المتبرعين للتعامل مع هذا الأمر.
نفسيًا، تم اقتراح أن الأشقاء المنقذين قد يتعرضون للضرر إذا اكتشفوا أنهم تم تكوينهم بصورة أساسية ليكونوا متبرعين بالخلايا الجذعية لشقيقهم المريض. ومع ذلك، لا توجد أدلة كافية لدعم هذا الادعاء. بالعكس، يمكن القول إن الأشقاء المنقذين قد يحصلون على فوائد نفسية من معرفتهم بأنهم ساهموا في مساعدة شقيقهم المريض، بغض النظر عن نجاح الزرع. التوازن بين الفوائد النفسية المحتملة والمخاطر الطبية يظل موضوع جدل.
الدراسات السابقة عن الأشقاء المانحين لزرع الخلايا الجذعية تشير إلى أن التجربة تختلف. في حالات الزرع غير الناجح، قد يعاني بعض الأشقاء من أعاصير نفسية سلبية، خاصة إذا كان الفشل مرتبطًا بوفاة الشقيق المريض. يمكن أن تساعد المعلومات السليمة والرعاية الوالدية والدعم العاطفي والاهتمام في التخفيف من أي تأثيرات نفسية سلبية محتملة على الأطفال المانحين، بما في ذلك الأشقاء المنقذين. بشكل عام، تتضمن معالجة هذه القلقات النظر الدقيق في الرفاهية البدنية والنفسية للأشقاء المنقذين خلال عملية اتخاذ القرار وعلى مرأى من حياتهم.